# Gerbillus poecilops
Gerbillus poecilops là một loài động vật có vú trong họ Chuột, bộ Gặm nhấm. Loài này được Yerbury & Thomas mô tả năm 1895.